# 寺澤芳雄
寺澤 芳雄（てらさわ よしお、1928年2月24日 - 2016年9月29日）は、日本の英語学者、東京大学名誉教授。中世英語、英語史専攻。

## 来歴
東京生まれ。1953年東大英文科卒、同大学院修了、1969年東大教養学部助教授、教授、1988年定年退官、東京女子大学教授、1995年退職。
1982年より、語学教育研究所の所長を務めた。
息子は東大総合文化研究科教授の寺澤盾。

## 著書
- 『ことばの苑 英語の語源をたずねて』（研究社） 2004
- 『名句で読む英語聖書 聖書と英語文化』（研究社） 2010

### 共編著
- 『英語語原小辞典』（中島文雄共編、研究社辞書部） 1962
- 『英語の聖書』（共著、冨山房） 1969
- 『英語史研究の方法』（大泉昭夫共編、南雲堂） 1985
- 『英語語彙の諸相』（竹林滋共編、研究社出版） 1988
- 『英語史総合年表 英語史・英語学史・英米文学史・外面史』（川崎潔共編著、研究社） 1993
- 『英語語源辞典』（編著、研究社） 1997
- 『英語学要語辞典』（編著、研究社） 2002
- 『辞書・世界英語・方言』（研究社、英語学文献解題8） 2008

## 翻訳
- 『聖書物語』（神田盾夫, 村岡花子共訳、講談社、世界童話文学全集17） 1960
- 『現代言語学入門』（L・R・パーマー、研究社出版） 1979
- 『英語発達小史』（H・ブラッドリ、岩波文庫） 1982
- 『国際英語 英語の社会言語学的諸相』（P・トラッドギル, J・ハンナ、梅田巌共訳、研究社出版） 1986
- 『ことばのロマンス 英語の語源』（ウィークリー、出淵博共訳、岩波文庫） 1987
- 『Philologia anglica 寺沢芳雄教授還暦記念論文集』（研究社） 1988